# لوکا اسکینتو
لوکا اسکینتو (ایتالیایی: Luca Scinto؛ زادهٔ ۲۸ ژانویهٔ ۱۹۶۸) دوچرخه‌سوار اهل ایتالیا است.
از باشگاه‌هایی که در آن رکاب زده‌است می‌توان به ام‌جی مالیفیچو و تیم دوچرخه‌سواری ماپی اشاره کرد.